# Ампренавир
Ампренавир (лат. Agenerase) — препарат для лечения ВИЧ-инфекции, вызванной вирусом ВИЧ типа 1 (HIV-1), ингибитор вирусной протеазы.
Ампренавир применялся с 1999 по 2004 годы при терапии ВИЧ-инфекции у взрослых и детей в составе комбинированной антиретровирусной терапии.
Ампренавир не выпускается с конца 2004 года, вместо него доступно пролекарство Фосампренавир — биохимический предшественник ампренавира.

## История
Ампренавир был разработан Vertex Pharmaceuticals и в 1995 году был представлен широкой публике как новый противовирусный препарат.
Ампренавир был запатентован в 1992 году и одобрен для медицинского применения в 1999 году в США. Европейское агентство лекарственных средств одобрило применение препарата в октябре 2000 года.
Производство ампренавира было прекращено 31 декабря 2004 года

## Фармакологические свойства

### Фармакодинамика
Ампренавир является ингибитором протеазы вируса ВИЧ типа 1 и более слабым ингибитором протеазы ВИЧ-2 на стадии посттрансляционного процессинга расщепляющей высокомолекулярный вирионный полипротеин на функциональные вирусные белки. Ингибирование протеазы ВИЧ-1 приводит к образованию несозревших, как следствие, невирулентных вирусных частиц.

### Фармакокинетика
При пероральном приёме ампренавир быстро всасывается в кишечнике, его биодоступность — 86%. Связывание с белками плазмы — 90 %, максимальную аффинность проявляет по отношению к альфа-1 кислому гликопротеину.
Ампренавир метаболизируется в печени цитохромами P450: изозимом CYP3A4 и, в меньшей степени, CYP2D6 и CYP2C9, окисление идёт по тетрагидровурановому и аминофенильному фрагментам.
Максимальная концентрация ампренавира в плазме крови достигается у взрослых через 1—2 часа после приёма, у детей возрастами от 4 до 12 лет — от 1,1 до 1,4 часов. Период полувыведения — около 8 часов. Концентрация в плазме крови пропорциональна принятой дозе препарата.

## Эффективность и безопасность
Применение Ампренавира в различных комбинациях привело к значительному снижение вирусной нагрузки ВИЧ примерно у половины пациентов.

## Применение
Как и другие активные вещества из группы ингибиторов протеазы ВИЧ, Ампренавир используется в сочетании с другими противовирусными препаратами для лечения инфекции, вызванной ВИЧ-1, у взрослых и детей старше четырёх лет.